# Liste des seigneurs d'Airvault
Cet article liste les seigneurs de la ville d’Airvault, dans l’actuel département des Deux-Sèvres.
| Datation approximative      | Noms des châtelains           | Liens                                                              |
| --------------------------- | ----------------------------- | ------------------------------------------------------------------ |
| Mention en 1099             | Simon d'Airvault              | Premier seigneur connu                                             |
| Milieu du XIIe siècle       | Guy (de Thouars)              | Frère du vicomte Guillaume Ier de Thouars                          |
| 1246 - 1294                 | Geoffroy de Chausseroye       |                                                                    |
| 1294 - 1329                 | Guyard de Chausseroye         | Fils de Geoffroy de Chausseroye                                    |
| 1329 - ?                    | Guyard II de Chausseroye      | Héritier d'un Simon de Chausseroye                                 |
| ?                           | Payen de Chausseroye          | Marié à Marguerite de la porte - 3 filles                          |
| 1383 - ?                    | Marie de Chausseroye          | Fille de Payen de Chausseroye                                      |
|                             |                               | Mariage avec Amaury de Liniers                                     |
|                             |                               | Remariage avec Louis Chenin                                        |
| (1438 - 1440) - ?           | Jean, dit Maubruny de Liniers | Fils de Marie de Chausseroye                                       |
|                             |                               | Mariage avec Sibylle Taveau - Plusieurs enfants                    |
| 1449 - 1486                 | Michel de Liniers             | Fils de Maubruny de Liniers                                        |
|                             |                               | Mariage avec une dénommée Marie - 5 enfants                        |
| 15 juin 1486 - 23 mars 1519 | Jacques de Liniers            | Fils aîné des 5 enfants de Michel de Liniers                       |
|                             |                               | Mariage avec Renée de Karaleu - 5 enfants                          |
| 1519 - 22 septembre 1529    | Gilles de Liniers             | Fils de Jacques de Liniers                                         |
| 1529 - ?                    | Louise de Liniers             | Fille de Jacques de Liniers                                        |
|                             |                               | Mariage avec Jean Isoré                                            |
| 1567 - 1580                 | René Ysoré                    | Fils aîné de Louise de Liniers                                     |
|                             |                               | Mariage avec Françoise de Sorbiers                                 |
| 1581 - 1586                 | Honorat Ysoré                 | Fils de René Ysoré                                                 |
|                             |                               | Mariage avec Madeleine Babou de la Bourdaisière                    |
| 1586 - 1652                 | René II Ysoré                 | Fils aîné de Honorat Ysoré                                         |
| 1652 - ?                    | Georges Ysoré                 | Fils de René II                                                    |
|                             |                               | Mariage avec Marie de Roncherolles                                 |
| ?                           | Jean Ysoré                    | Fils de Georges Ysoré                                              |
| ?                           | Thérèse Charron               | Veuve de René-Elisée Darrot                                        |
| ? - (1683 - 1684)           | Jacques-Claude Darrot         | Fils de Thérèse Charron                                            |
|                             |                               | Mariage avec Louise-Françoise Laugeois d'Imbercourt                |
| 1684 - 1736                 | Jean-Baptiste Darrot          | Fils aîné de Jacques-Claude Darrot                                 |
|                             |                               | Décédé sans postérité                                              |
| ?                           | Marie-Jean-Baptiste Poussard  | Fils issu du mariage entre Auguste Poussart et Marie-Louise Darrot |
| 1739 - 1741                 | Bertrand-Anne Poussard        | Fils de Marie-Jean-Baptiste Poussard                               |
| 1741 - 1785                 | Gabriel-Joseph Duchilleau     | Mariage avec Louise-Françoise-Jeanne-Marie Poussard                |
|                             | René de Richeteau             | Acheteur du marquisat d'Airvault le 1er janvier 1785               |